# Friedrich Erlenmeyer
Friedrich Albrecht Erlenmeyer (Bendorf, 9 marzo 1849 – Bendorf, 7 luglio 1926) è stato uno psichiatra tedesco.

## Biografia
Era il figlio dello psichiatra Adolph Albrecht Erlenmeyer e nipote di Emil Erlenmeyer. Studiò medicina a Bonn, Halle, Würzburg e Greifswald.
Successivamente lavorò come medico presso il Gemüts- und Nervenkranke a Bendorf. Ha pubblicato un gran numero di libri nei campi della neurologia e psichiatria, includendo articoli pubblicati di Daniel Hack Tuke da Dictionary of Psychological Medicine, come i lavori di Franz Penzoldt e Roderich Stintzing Handbuch der gesamten Therapie.
Nel 1878 fondò la rivista psichiatrica/neurologica Centralblatt für Nervenheilkunde, Psychiatrie und gerichtliche Psychopathologie. Nel 1895 con William Thierry Preyer e Wilhelm Langenbruch, fondò Die Handschrift, Blatter fur wissenschaftliche Schriftkunde und Graphologie, una rivista scientifica si occupava di paleografia e grafologia.

## Opere
- Die Schrift; Ihrer Grundzüge Physiologie und Pathologie (Stoccarda, 1879)
- Über statische Reflexkrämpfe (seconda edizione. Lipsia, 1885)
- Die Principien der Epilepsiebehandlung (Wiesbaden 1886)
- Die Morphiumsucht und ihre Behandlung (terza edizione. Neuwied 1887)
- Unser lrrenwesen, Studien und zu seiner Vorschläge Riorganizzazione (Wiesbaden 1896)
- Die Entmündigung wegen Trunksucht nach dem BGB (Coblenza 1899)